# Fabielle Mota
Fabielle Mota (* 12. September 1978) ist ein brasilianischer Radrennfahrer.
Fabielle Mota gewann 2006 eine Etappe bei der Volta Ciclistica de Porto Alegre. In der Saison 2007 gewann er jeweils eine Etappe bei der Volta do Rio de Janeiro und bei der Volta do Estado de São Paulo. Bei den brasilianischen Straßenmeisterschaften 2012 wurde er Dritter. Im Übrigen gewann er zahlreiche Eintagesrennen und Teilstücke von Etappenrennen des brasilianischen Radsportkalenders.

## Erfolge
2006
- eine Etappe Volta Ciclistica de Porto Alegre

2007
- eine Etappe Volta do Rio de Janeiro
- eine Etappe Volta do Estado de São Paulo

2012
- Brasilianische Straßenmeisterschaft